# ارفوایلر
ارفوایلر (به آلمانی: Erfweiler) یک شهر در آلمان است که در زودوستپفالتس واقع شده‌است. ارفوایلر ۱٬۲۵۲ نفر جمعیت دارد.